# Bassaniodes
Bassaniodes es un género de arañas cangrejo de la familia Thomisidae.

## Especies
- Bassaniodes adzharicus (Mcheidze, 1971)
- Bassaniodes anatolicus (Demir, Aktaş & Topçu, 2008)
- Bassaniodes blagoevi Naumova, 2020
- Bassaniodes bliteus (Simon, 1875)
- Bassaniodes bufo (Dufour, 1820)
- Bassaniodes canariensis (Wunderlich, 1987)
- Bassaniodes caperatoides (Levy, 1976)
- Bassaniodes caperatus (Simon, 1875)
- Bassaniodes clavulus (Wunderlich, 1987)
- Bassaniodes cribratus (Simon, 1885)
- Bassaniodes dolpoensis (Ono, 1978)
- Bassaniodes egenus (Simon, 1886)
- Bassaniodes ferus (O. Pickard-Cambridge, 1876)
- Bassaniodes fienae (Jocqué, 1993)
- Bassaniodes fuerteventurensis (Wunderlich, 1992)
- Bassaniodes graecus (C. L. Koch, 1837)
- Bassaniodes grohi (Wunderlich, 1992)
- Bassaniodes lalandei (Audouin, 1826)
- Bassaniodes lanzarotensis (Wunderlich, 1992)
- Bassaniodes loeffleri (Roewer, 1955)
- Bassaniodes madeirensis (Wunderlich, 1992)
- Bassaniodes obesus (Thorell, 1875)
- Bassaniodes ovadan (Marusik & Logunov, 1995)
- Bassaniodes ovcharenkoi (Marusik & Logunov, 1990)
- Bassaniodes pinocorticalis (Wunderlich, 1992)
- Bassaniodes pseudorectilineus (Wunderlich, 1995)
- Bassaniodes rectilineus (O. Pickard-Cambridge, 1872)
- Bassaniodes robustus (Hahn, 1832)
- Bassaniodes sardiniensis (Wunderlich, 1995)
- Bassaniodes sinaiticus (Levy, 1999)
- Bassaniodes socotrensis Pocock, 1903
- Bassaniodes squalidus (Simon, 1883)
- Bassaniodes tenebrosus (Šilhavý, 1944)
  - Bassaniodes t. ohridensis (Šilhavý, 1944)
- Bassaniodes tristrami (O. Pickard-Cambridge, 1872)
- Bassaniodes turlan (Marusik & Logunov, 1990)
- Bassaniodes ulkan (Marusik & Logunov, 1990)
- Bassaniodes xizangensis (Tang & Song, 1988)